# Vojtěch Cepl mladší
Vojtěch Cepl mladší (* 21. března 1965) je český právník a soudce Krajského soudu v Ústí nad Labem. Do povědomí české veřejnosti se nejviditelněji zapsal kauzou Justiční mafie.

## Biografie
Vojtěch Cepl ml. je synem Vojtěcha Cepla staršího (1938–2009), českého právníka, vysokoškolského pedagoga a soudce Ústavního soudu. Vystudoval Právnickou fakultu Univerzity Karlovy v Praze. Od roku 1990 do roku 1992 působil jako soudce u Obvodního soudu pro Prahu 5, mezi lety 1992 a 2002 jako advokát, poté se do justice vrátil. V letech 1998 až 2002 byl členem Unie svobody, za kterou neúspěšně kandidoval ve volbách do Poslanecké sněmovny Parlamentu ČR, které se konaly v letech 1998 a 2002. Od roku 2002 je opět soudcem. Působil na Krajském soudu v Praze, kde se věnoval především případům ochrany osobnosti, později byl přeložen ke Krajskému soudu v Ústí nad Labem, kde soudí i jeho manželka Lenka Ceplová.

## Známé kauzy

### Dalík v. Rath
Roku 2007 rozhodoval Vojtěch Cepl případ poslance Davida Ratha (ČSSD), kterého žaloval poradce tehdejšího premiéra Mirka Topolánka (ODS) Marek Dalík o 50 tisíc Kč za tvrzení, že za odchodem poslance Miloše Melčáka z klubu ČSSD jsou korupční aktivity ODS a Marka Dalíka. Soudce Cepl rozhodl, že Rath se Dalíkovi omlouvat nemusí, neboť nešlo nutně o nepravdivé tvrzení. „Pan Dalík v rozhovoru pro MF Dnes popsal, co dělal. Že nabídl výhody určitým poslancům, třeba panu Melčákovi. Když se ho ptali, jestli jim nabídl peníze, upřesnil, že se jedná o výhody politické. Ten obchod je do té míry nepěkný, že se ho pan Dalík zjevně zdráhal popsat blíže a přesně,“ řekl Cepl v Hospodářských novinách.

### Bendl v. Rath
V červnu roku 2007 soudce Cepl rozhodl, že středočeský hejtman Petr Bendl (ODS) není povinen zaplatit poslanci Davidu Rathovi (ČSSD) odškodné za to, že v pořadu České televize Otázky Václava Moravce naznačil, že Rath tuneloval Českou lékařskou komoru.

### Justiční mafie
V českých médiích se Vojtěch Cepl ml. objevil nejviditelněji v souvislosti s kauzou bývalé nejvyšší státní zástupkyně Marie Benešové, o které v prvním stupni rozhodoval. Benešová v prosinci 2007 v Českém rozhlase označila v souvislosti s údajnými manipulacemi okolo vyšetřování korupční kauzy tehdejšího ministra a předsedy KDU-ČSL Jiřího Čunka některé představitele české justice za „zákulisní justiční mafii, která se snaží v zákulisí ovlivňovat kauzy.“ Benešová jmenovala tehdejší nejvyšší státní zástupkyni Renatu Veseckou, jejího náměstka Karla Černovského, náměstka Vrchního státního zástupce v Praze Libora Grygárka, jihomoravského krajského státního zástupce Petra Coufala, státního zástupce Arifa Salichova a místopředsedu Nejvyššího soudu ČR Pavla Kučeru. Do skupiny justiční mafie pak zařadila i exministra spravedlnosti Pavla Němce, který ji dříve odvolal z funkce Nejvyšší státní zástupkyně ČR.
Zmínění představitelé justice podali roku 2008 na Marii Benešovou žalobu na ochranu osobnosti, v níž se domáhali omluvy za označení „justiční mafie“. Soudce Vojtěch Cepl však rozhodl, že Benešová se, s výjimkou Libora Grygárka, omlouvat nemusí, neboť její tvrzení, ač jsou nadsazená a nepřesná, mají nepochybný skutkový základ v nestandardních jednáních a vzájemných schůzkách, kterých se všichni, kromě Grygárka, účastnili. Senát Vrchního soudu v Praze pod vedením Romany Vostrejšové však v odvolacím řízení verdikt zrušil a vrátil případ zpět na Krajský soud v Praze a zároveň jej s odkazem na mnohočetná pochybení Vojtěchu Ceplovi odebral. Rozhodnutí o odebrání případu soudci Ceplovi zrušil v říjnu 2009 Ústavní soud, s odůvodněním porušení práva na zákonného soudce.
Soudce Cepl pak 14. června 2010 potvrdil svůj dřívější názor a rozhodl, že Benešová se za svůj výrok o justiční mafii omlouvat nemusí. Proti rozhodnutí se čtyři účastníci sporu odvolali a Vrchní soud v Praze jim dal v únoru 2011 za pravdu, Benešová se musela všem písemně omluvit a rovněž zaplatit náklady soudního řízení přesahující 400 tisíc korun. Podala zároveň dovolání k Nejvyššímu soudu, který počátkem roku 2013 označil rozhodnutí Vrchního soudu v Praze za nesprávné a kauzu vrátil k dalšímu projednání na Vrchní soud v Praze. Obě strany sporu pak ale uzavřely dohodu, podle níž Benešová nestáhne dřívější omluvu a žalující strana jí vrátí 370 tisíc korun, které jí Benešová již dříve vyplatila. Tento smír soud schválil a spor tím skončil.

## Otevřenost justice
Kromě odlišných právních názorů vzbuzuje přístup soudce Cepla v některých představitelích justice odpor i pro svou otevřenost, kdy např. do jednání o justiční mafii vpustil média včetně televizních kamer, čímž se lišil i od odvolacího senátu pod vedením Romany Vostrejšové, který veřejnost z projednávání vyloučil. „Jednání soudu je veřejné. Není to žádná moje ochota, mám za to, že to je moje povinnost,“ sdělil k tomu Vojtěch Cepl pro ČT24.
Soudce Cepl se také, na rozdíl od mnoha ostatních soudců, kteří novináře odkazují pouze na písemná vyhotovení rozsudku, nebojí svá rozhodnutí obhajovat v médiích a vysvětlovat je veřejnosti.